# HD 155358
HD 155358 (HIP 83949 / BD+33 2840 / Wolf 646) es una estrella en la constelación de Hércules. De magnitud aparente +7,27, no es visible a simple vista.
En 2007 se descubrieron dos planetas extrasolares orbitando alrededor de esta estrella.
Situada a 142 años luz del sistema solar, HD 155358 es una subgigante amarilla de tipo espectral G0.
Tiene una temperatura superficial de 5760 ± 101 K y su radio es un 37% más grande que el del Sol.
Su masa es igual al 87% de la masa solar.
Estos parámetros indican que HD 155358 ha abandonado ya la secuencia principal.
Especialmente notable es la baja metalicidad de HD 155358, con una relación hierro / hidrógeno de solo el 21% de la solar, lo que la convierte en la estrella que alberga un sistema planetario con menor metalicidad.
Es una estrella del disco grueso de la galaxia mucho más vieja que el Sol, con una edad estimada de al menos 12.000 millones de años.

## Sistema planetario
El primer planeta, HD 155358 b, es un gigante gaseoso que gira en torno a la estrella a una distancia media de 0,63 UA a lo largo de una órbita moderadamente excéntrica. Su masa mínima es igual al 89% de la masa de Júpiter.
El segundo planeta, HD 155358 c, es también un gigante gaseoso que se mueve a 1,224 UA de la estrella en una órbita excéntrica que completa cada 530,3 días. Su masa mínima es algo más de la mitad de la de masa de Júpiter.
Los dos planetas interactúan gravitacionalmente: considerando la masa de cada planeta como la masa mínima determinada empíricamente, intercambian excentricidades cada 2700 años y sus argumentos del periastro cada 2300 años.
| Nombre      | Nombre      | Masa       | Semieje mayor    | Excentricidad | Periodo orbital   | Descubrimiento |
| ----------- | ----------- | ---------- | ---------------- | ------------- | ----------------- | -------------- |
| HD 155358 b | HD 155358 b | > 0,89 MJ  | 0,628 ± 0,02 UA  | 0,112 ± 0,037 | 195 ± 1,1 días    | 2007           |
| HD 155358 c | HD 155358 c | > 0,504 MJ | 1,224 ± 0,081 UA | 0,176 ± 0,174 | 530,3 ± 27,2 días | 2007           |